# Puchar Świata w bobslejach 2024/2025
Ten artykuł dotyczy trwającego lub niedawnego wydarzenia sportowego. Informacje w nim zamieszczone mogą się zmienić lub zdezaktualizować wraz z postępem zdarzenia. Początkowe doniesienia, wyniki lub statystyki mogą być niepewne. Ostatnie aktualizacje do tego artykułu mogą nie odzwierciedlać najbardziej aktualnych informacji.
Puchar Świata w bobslejach 2024/2025 – 41. sezon Pucharu Świata w bobslejach. Rywalizacja rozpoczęła się 7 grudnia 2024 r. w niemieckim Altenbergu, a zakończyła 16 lutego 2025 r. w norweskim Lillehammer. Zgodnie z regulaminem IBSF wśród rozgrywanych konkurencji znalazły się: monoboby kobiet, dwójki kobiet, dwójki mężczyzn i czwórki mężczyzn. Prowadzono też klasyfikacje kombinacji, które łączą w sobie monoboby i dwójki (kobiety) oraz dwójki i czwórki (mężczyźni).
Podczas sezonu 2024/2025 odbyły się dwie seniorskie imprezy mistrzowskie, na których rozdane zostały medale. Na początku lutego (w ramach zawodów Pucharu Świata) rozegrane zostały mistrzostwa Europy w Lillehammer, natomiast w marcu odbyła się główna impreza sezonu, tj. mistrzostwa świata w Lake Placid.

## Punktacja
Od sezonu 2007/2008 za miejsca zajęte w konkursie Pucharu Świata zawodnicy otrzymują punkty według następującej tabeli:
| Miejsce | 1   | 2   | 3   | 4   | 5   | 6   | 7   | 8   | 9   | 10  | 11  | 12  | 13  | 14  | 15  | 16 | 17 | 18 | 19 | 20 | 21 | 22 | 23 | 24 | 25 | 26 | 27 | 28 | 29 | 30 |
| Punkty  | 225 | 210 | 200 | 192 | 184 | 176 | 168 | 160 | 152 | 144 | 136 | 128 | 120 | 112 | 104 | 96 | 88 | 80 | 74 | 68 | 62 | 56 | 50 | 45 | 40 | 36 | 32 | 28 | 24 | 20 |

## Kalendarz Pucharu Świata
| Lp.                                            | Data                | Miejscowość  | Konkurencja      | 1. miejsce                                                                                     | 2. miejsce | 3. miejsce |
| ---------------------------------------------- | ------------------- | ------------ | ---------------- | ---------------------------------------------------------------------------------------------- | --- | --- |
| 1.                                             | 7–8 grudnia 2024    | Altenberg    | Monoboby kobiet  | Laura Nolte                                                                                    | Lisa Buckwitz | Andreea Grecu |
| 1.                                             | 7–8 grudnia 2024    | Altenberg    | Dwójki kobiet    | Niemcy Laura Nolte · Deborah Levi                                                              | Niemcy Lisa Buckwitz · Neele Schuten | Niemcy Kim Kalicki · Lauryn Siebert |
| 1.                                             | 7–8 grudnia 2024    | Altenberg    | Dwójki mężczyzn  | Niemcy Francesco Friedrich · Simon Wulff                                                       | Niemcy Johannes Lochner · Georg Fleischhauer | Niemcy Adam Ammour · Issam Ammour |
| 1.                                             | 7–8 grudnia 2024    | Altenberg    | Czwórki mężczyzn | Niemcy Francesco Friedrich · Matthias Sommer · Alexander Schüller · Felix Straub               | Austria Markus Treichl · Markus Sammer · Sascha Stepan · Kristian Huber · Niemcy Johannes Lochner · Georg Fleischhauer · Erec Bruckert · Joshua Tasche | — |
| 2.                                             | 14–15 grudnia 2024  | Sigulda      | Monoboby kobiet  | Lisa Buckwitz                                                                                  | Laura Nolte | Bree Walker |
| 2.                                             | 14–15 grudnia 2024  | Sigulda      | Dwójki kobiet    | Niemcy Laura Nolte · Leonie Kluwig                                                             | Niemcy Kim Kalicki · Neele Schuten | Stany Zjednoczone Kaysha Love · Jasmine Jones |
| 2.                                             | 14–15 grudnia 2024  | Sigulda      | Dwójki mężczyzn  | Niemcy Francesco Friedrich · Simon Wulff                                                       | Niemcy Johannes Lochner · Georg Fleischhauer | Austria Markus Treichl · Sascha Stepan |
| 2.                                             | 14–15 grudnia 2024  | Sigulda      | Dwójki mężczyzn  | Niemcy Johannes Lochner · Jörn Wenzel                                                          | Wielka Brytania Brad Hall · Taylor Lawrence | Niemcy Francesco Friedrich · Alexander Schüller |
| 3.                                             | 4–5 stycznia 2025   | Winterberg   | Monoboby kobiet  | Lisa Buckwitz                                                                                  | Melanie Hasler | Bree Walker |
| 3.                                             | 4–5 stycznia 2025   | Winterberg   | Dwójki kobiet    | Niemcy Lisa Buckwitz · Kira Lipperheide                                                        | Niemcy Laura Nolte · Deborah Levi | Niemcy Kim Kalicki · Leonie Fiebig |
| 3.                                             | 4–5 stycznia 2025   | Winterberg   | Dwójki mężczyzn  | Niemcy Francesco Friedrich · Alexander Schüller                                                | Niemcy Adam Ammour · Benedikt Hertel | Niemcy Johannes Lochner · Joshua Tasche |
| 3.                                             | 4–5 stycznia 2025   | Winterberg   | Czwórki mężczyzn | Wielka Brytania Brad Hall · Taylor Lawrence · Arran Gulliver · Greg Cackett                    | Niemcy Francesco Friedrich · Simon Wulff · Matthias Sommer · Felix Straub                                                                              | Niemcy Adam Ammour · Theo Hempel · Benedikt Hertel · Rupert Schenk                                                                                     |
| 4.                                             | 11–12 stycznia 2025 | Sankt Moritz | Monoboby kobiet  | Odwołano                                                                                       | Odwołano | Odwołano |
| 4.                                             | 11–12 stycznia 2025 | Sankt Moritz | Dwójki kobiet    | Niemcy Kim Kalicki · Leonie Fiebig                                                             | Niemcy Laura Nolte · Deborah Levi | Niemcy Lisa Buckwitz · Neele Schuten |
| 4.                                             | 11–12 stycznia 2025 | Sankt Moritz | Dwójki mężczyzn  | Niemcy Francesco Friedrich · Alexander Schüller · Niemcy Johannes Lochner · Georg Fleischhauer | — | Niemcy Adam Ammour · Benedikt Hertel |
| 4.                                             | 11–12 stycznia 2025 | Sankt Moritz | Czwórki mężczyzn | Niemcy Francesco Friedrich · Matthias Sommer · Alexander Schüller · Felix Straub               | Niemcy Johannes Lochner · Georg Fleischhauer · Erec Bruckert · Florian Bauer                                                                           | Wielka Brytania Brad Hall · Taylor Lawrence · Leon Greenwood · Greg Cackett                                                                            |
| 5.                                             | 18–19 stycznia 2025 | Innsbruck    | Monoboby kobiet  | Lisa Buckwitz                                                                                  | Kaysha Love | Laura Nolte |
| 5.                                             | 18–19 stycznia 2025 | Innsbruck    | Dwójki kobiet    | Niemcy Laura Nolte · Deborah Levi                                                              | Niemcy Kim Kalicki · Leonie Fiebig | Niemcy Lisa Buckwitz · Neele Schuten |
| 5.                                             | 18–19 stycznia 2025 | Innsbruck    | Dwójki mężczyzn  | Niemcy Johannes Lochner · Georg Fleischhauer                                                   | Niemcy Francesco Friedrich · Alexander Schüller | Niemcy Adam Ammour · Nick Stadelmann |
| 5.                                             | 18–19 stycznia 2025 | Innsbruck    | Czwórki mężczyzn | Niemcy Francesco Friedrich · Matthias Sommer · Alexander Schüller · Felix Straub               | Wielka Brytania Brad Hall · Taylor Lawrence · Leon Greenwood · Arran Gulliver                                                                          | Niemcy Johannes Lochner · Georg Fleischhauer · Joshua Tasche · Florian Bauer                                                                           |
| 6.                                             | 24–26 stycznia 2025 | Sankt Moritz | Monoboby kobiet  | Elana Meyers Taylor                                                                            | Bree Walker | Kaysha Love |
| 6.                                             | 24–26 stycznia 2025 | Sankt Moritz | Monoboby kobiet  | Elana Meyers Taylor                                                                            | Kaysha Love | Laura Nolte |
| 6.                                             | 24–26 stycznia 2025 | Sankt Moritz | Dwójki kobiet    | Odwołano                                                                                       | Odwołano | Odwołano |
| 6.                                             | 24–26 stycznia 2025 | Sankt Moritz | Czwórki mężczyzn | Wielka Brytania Brad Hall · Taylor Lawrence · Arran Gulliver · Leon Greenwood                  | Niemcy Francesco Friedrich · Matthias Sommer · Alexander Schüller · Felix Straub                                                                       | Niemcy Johannes Lochner · Florian Bauer · Erec Bruckert · Georg Fleischhauer                                                                           |
| 6.                                             | 24–26 stycznia 2025 | Sankt Moritz | Czwórki mężczyzn | Odwołano                                                                                       | Odwołano | Odwołano |
| 59. Mistrzostwa Europy IBSF 2025 – Lillehammer |                     |              |                  |                                                                                                | | |
| 7.                                             | 8–9 lutego 2025     | Lillehammer  | Monoboby kobiet  | Bree Walker Kaysha Love                                                                        | — | Laura Nolte |
| 7.                                             | 8–9 lutego 2025     | Lillehammer  | Dwójki kobiet    | Niemcy Laura Nolte · Leonie Kluwig                                                             | Niemcy Kim Kalicki · Leonie Fiebig | Niemcy Lisa Buckwitz · Kira Lipperheide |
| 7.                                             | 8–9 lutego 2025     | Lillehammer  | Dwójki mężczyzn  | Niemcy Francesco Friedrich · Alexander Schüller                                                | Niemcy Johannes Lochner · Georg Fleischhauer | Wielka Brytania Brad Hall · Taylor Lawrence |
| 7.                                             | 8–9 lutego 2025     | Lillehammer  | Czwórki mężczyzn | Niemcy Johannes Lochner · Florian Bauer · Jörn Wenzel · Georg Fleischhauer                     | Niemcy Francesco Friedrich · Matthias Sommer · Alexander Schüller · Felix Straub                                                                       | Szwajcaria Michael Vogt · Gregory Jones · Andreas Haas · Amadou Ndiaye · Wielka Brytania Brad Hall · Taylor Lawrence · Arran Gulliver · Leon Greenwood |
| 8.                                             | 15–16 lutego 2025   | Lillehammer  | Monoboby kobiet  | Bree Walker                                                                                    | Cynthia Appiah | Lisa Buckwitz |
| 8.                                             | 15–16 lutego 2025   | Lillehammer  | Dwójki kobiet    | Niemcy Laura Nolte · Deborah Levi                                                              | Niemcy Lisa Buckwitz · Neele Schuten | Kanada Melissa Lotholz · Skylar Sieben |
| 8.                                             | 15–16 lutego 2025   | Lillehammer  | Dwójki mężczyzn  | Niemcy Johannes Lochner · Georg Fleischhauer                                                   | Niemcy Francesco Friedrich · Felix Straub | Niemcy Adam Ammour · Nick Stadelmann |
| 8.                                             | 15–16 lutego 2025   | Lillehammer  | Czwórki mężczyzn | Niemcy Johannes Lochner · Florian Bauer · Erec Bruckert · Georg Fleischhauer                   | Niemcy Francesco Friedrich · Matthias Sommer · Alexander Schüller · Felix Straub                                                                       | Wielka Brytania Brad Hall · Arran Gulliver · Taylor Lawrence · Leon Greenwood                                                                          |
| 68. Mistrzostwa Świata IBSF 2024 – Lake Placid |                     |              |                  |                                                                                                | | |

## Klasyfikacje

### Monoboby kobiet
| Miejsce | Pilotka             | ALT | SIG | WIN | INN | STM | STM | LIL | LIL | Punkty |
| ------- | ------------------- | --- | --- | --- | --- | --- | --- | --- | --- | ------ |
| 1.      | Lisa Buckwitz       | 2   | 1   | 1   | 1   | 4   | 6   | 5   | 3   | 1637   |
| 2.      | Bree Walker         | 5   | 3   | 3   | 4   | 2   | 8   | 1   | 1   | 1596   |
| 3.      | Laura Nolte         | 1   | 2   | 5   | 3   | 9   | 3   | 3   | 5   | 1555   |
| 4.      | Kim Kalicki         | 4   | 4   | 8   | 8   | 6   | 5   | 10  | 12  | 1336   |
| 5.      | Kaysha Love         | 9   | 6   | 10  | 2   | 3   | 2   | 1   | —   | 1317   |
| 6.      | Melanie Hasler      | 14  | 7   | 2   | 5   | 8   | DNS | 4   | 4   | 1218   |
| 7.      | Cynthia Appiah      | 8   | 12  | 11  | 10  | 10  | 15  | 6   | 2   | 1202   |
| 8.      | Elana Meyers Taylor | 20  | 8   | 7   | 6   | 1   | 1   | 7   | —   | 1190   |
| 9.      | Andreea Grecu       | 3   | 5   | 6   | 7   | 22  | 16  | 12  | 8   | 1168   |
| 10.     | Katrin Beierl       | 12  | 14  | 9   | 9   | 12  | 9   | 13  | 6   | 1120   |
|         |                     |     |     |     |     |     |     |     |     |        |
| 19.     | Linda Weiszewski    | 15  | DNS | 21  | 18  | 13  | 12  | 19  | —   | 568    |

### Dwójki kobiet
| Miejsce | Pilotka             | ALT | SIG | WIN | STM | INN | LIL | LIL | Punkty |
| ------- | ------------------- | --- | --- | --- | --- | --- | --- | --- | ------ |
| 1.      | Laura Nolte         | 1   | 1   | 2   | 2   | 1   | 1   | 1   | 1545   |
| 2.      | Kim Kalicki         | 3   | 2   | 3   | 1   | 2   | 2   | 4   | 1447   |
| 3.      | Lisa Buckwitz       | 2   | 4   | 1   | 3   | 3   | 3   | 2   | 1437   |
| 4.      | Melanie Hasler      | 4   | 7   | 6   | 6   | 5   | 6   | 6   | 1248   |
| 5.      | Katrin Beierl       | 12  | 5   | 8   | 10  | 8   | 4   | 4   | 1160   |
| 6.      | Elana Meyers Taylor | 6   | 11  | 12  | 4   | 4   | 7   | —   | 992    |
| 7.      | Kaillie Humphries   | 5   | 10  | 4   | 5   | 10  | 10  | —   | 992    |
| 8.      | Melissa Lotholz     | 7   | 12  | 14  | 20  | 17  | 8   | 3   | 924    |
| 9.      | Kaysha Love         | 9   | 3   | 15  | 12  | 5   | 9   | —   | 920    |
| 10.     | Andreea Grecu       | 8   | 8   | 16  | 19  | 12  | 12  | 9   | 898    |
|         |                     |     |     |     |     |     |     |     |        |
| 16.     | Linda Weiszewski    | 19  | —   | 9   | 9   | 8   | 17  | —   | 626    |

### Kombinacja kobiet
| Miejsce | Pilotka             | Punkty |
| ------- | ------------------- | ------ |
| 1.      | Laura Nolte         | 3100   |
| 2.      | Lisa Buckwitz       | 3074   |
| 3.      | Kim Kalicki         | 2783   |
| 4.      | Melanie Hasler      | 2466   |
| 5.      | Katrin Beierl       | 2280   |
| 6.      | Kaysha Love         | 2237   |
| 7.      | Elana Meyers Taylor | 2182   |
| 8.      | Bree Walker         | 2138   |
| 9.      | Andreea Grecu       | 2066   |
| 10.     | Kaillie Humphries   | 2032   |
|         |                     |        |
| 18.     | Linda Weiszewski    | 1194   |

### Dwójki mężczyzn
| Miejsce | Pilot               | ALT | SIG | SIG | WIN | STM | INN | LIL | LIL | Punkty |
| ------- | ------------------- | --- | --- | --- | --- | --- | --- | --- | --- | ------ |
| 1.      | Francesco Friedrich | 1   | 1   | 3   | 1   | 1   | 2   | 1   | 2   | 1745   |
| 2.      | Johannes Lochner    | 2   | 2   | 1   | 3   | 1   | 1   | 2   | 1   | 1730   |
| 3.      | Brad Hall           | 4   | 4   | 2   | 4   | 6   | 5   | 3   | 5   | 1530   |
| 4.      | Adam Ammour         | 3   | 17  | DNS | 2   | 3   | 3   | 4   | 3   | 1290   |
| 5.      | Patrick Baumgartner | 6   | 8   | 7   | 6   | 10  | 9   | 9   | 9   | 1280   |
| 6.      | Timo Rohner         | 10  | 9   | 11  | 7   | 7   | 15  | 7   | 7   | 1208   |
| 7.      | Cédric Follador     | 9   | 7   | 8   | 14  | 9   | 17  | 10  | 6   | 1152   |
| 8.      | Kim Jin-su          | 5   | DNS | 10  | 5   | 12  | 7   | 8   | 8   | 1128   |
| 9.      | Jēkabs Kalenda      | 7   | 5   | 12  | 13  | 14  | 6   | 16  | 10  | 1128   |
| 10.     | Frank Del Duca      | 14  | 11  | 5   | 10  | 8   | 4   | 6   | —   | 1104   |
|         |                     |     |     |     |     |     |     |     |     |        |
| 34.     | Jakub Zakrzewski    | —   | —   | —   | —   | —   | —   | 20  | —   | 68     |

### Czwórki mężczyzn
| Miejsce | Pilot               | ALT | WIN | STM | INN | STM | LIL | LIL | Punkty |
| ------- | ------------------- | --- | --- | --- | --- | --- | --- | --- | ------ |
| 1.      | Francesco Friedrich | 1   | 2   | 1   | 1   | 2   | 2   | 2   | 1515   |
| 2.      | Johannes Lochner    | 2   | 6   | 2   | 3   | 3   | 1   | 1   | 1446   |
| 3.      | Brad Hall           | 5   | 1   | 3   | 2   | 1   | 3   | 3   | 1444   |
| 4.      | Adam Ammour         | 4   | 3   | 5   | 4   | 4   | 5   | 7   | 1312   |
| 5.      | Patrick Baumgartner | 9   | 4   | 10  | 5   | 6   | 6   | 8   | 1184   |
| 6.      | Cédric Follador     | 7   | 8   | 9   | 11  | 4   | 9   | 9   | 1112   |
| 7.      | Michael Vogt        | —   | 5   | 4   | 7   | 8   | 3   | 5   | 1088   |
| 8.      | Timo Rohner         | 8   | 9   | 6   | 16  | 7   | 8   | 6   | 1088   |
| 9.      | Jēkabs Kalenda      | 6   | 11  | 8   | 7   | 12  | 13  | 10  | 1032   |
| 10.     | Kim Jin-su          | DNS | 21  | 12  | 9   | 10  | 7   | 4   | 846    |

### Kombinacja mężczyzn
| Miejsce | Pilot               | Punkty |
| ------- | ------------------- | ------ |
| 1.      | Francesco Friedrich | 3260   |
| 2.      | Johannes Lochner    | 3176   |
| 3.      | Brad Hall           | 2974   |
| 4.      | Adam Ammour         | 2602   |
| 5.      | Patrick Baumgartner | 2464   |
| 6.      | Timo Rohner         | 2296   |
| 7.      | Cédric Follador     | 2264   |
| 8.      | Jēkabs Kalenda      | 2160   |
| 9.      | Kim Jin-su          | 1974   |
| 10.     | Michael Vogt        | 1960   |